# Sarsamphiascus tenuiremis
Sarsamphiascus tenuiremis is een eenoogkreeftjessoort uit de familie van de Miraciidae. De wetenschappelijke naam van de soort is voor het eerst geldig gepubliceerd in 1880 door Brady.